# Lady A
Lady A (voorheen bekend als Lady Antebellum) is een Amerikaanse countrygroep uit Nashville. De band bestaat uit Charles Kelley, Dave Haywood en Hillary Scott.
De groep werd gevormd in 2006 en hun eerste singles behaalden direct hoge noteringen in de Amerikaanse Hot Country Songs-hitlijsten. Met de single Need you now scoorde de groep hun grootste hit en werd ook een internationale doorbraak bewerkstelligd. Het gelijknamige album Need you now, dat verscheen in 2010, werd eveneens in diverse landen een succes. Buiten de Verenigde Staten nam de populariteit van Lady A. echter snel weer af. Hun nummer American Honey is de naamgever van de gelijknamige film.
Op 11 juni 2020 heeft de band laten weten hun naam te wijzigen van Lady Antebellum naar Lady A. vanwege de associatie van het woord antebellum met het slavernijverleden in Amerika.

## Discografie

### Albums
| Album met eventuele hitnotering(en) in de Nederlandse Album Top 100 | Datum van verschijnen | Datum van binnenkomst | Hoogste positie | Aantal weken | Opmerkingen |
| ------------------------------------------------------------------- | --------------------- | --------------------- | --------------- | ------------ | ----------- |
| Lady Antebellum                                                     | -                     | -                     |                 |              |             |
| Need you now                                                        | 07-05-2010            | 22-05-2010            | 4               | 34           |             |
| Own the night                                                       | 13-09-2011            | 08-10-2011            | 25              | 7            |             |
| Golden                                                              | 06-05-2013            | 11-05-2013            | 76              | 2            |             |
| 747                                                                 | 03-10-2014            | 11-10-2014            | 78              | 1            |             |
| Heart break                                                         | 09-06-2017            | 17-06-2017            | 64              | 1            |             |
| Ocean                                                               | 15-11-2019            | -                     |                 |              |             |

| Album met hitnotering(en) in de Vlaamse Ultratop 200 albums | Datum van verschijnen | Datum van binnenkomst | Hoogste positie | Aantal weken | Opmerkingen |
| ----------------------------------------------------------- | --------------------- | --------------------- | --------------- | ------------ | ----------- |
| Need you now                                                | 2010                  | 09-10-2010            | 19              | 13           |             |
| Own the night                                               | 2011                  | 08-10-2011            | 31              | 5            |             |
| Golden                                                      | 2013                  | 18-05-2013            | 115             | 3            |             |
| 747                                                         | 2014                  | 18-10-2014            | 125             | 2            |             |
| Heart break                                                 | 2017                  | 17-06-2017            | 120             | 1            |             |

### Singles
| Single met eventuele hitnotering(en) in de Nederlandse Top 40 | Datum van verschijnen | Datum van binnenkomst | Hoogste positie | Aantal weken | Opmerkingen                 |
| ------------------------------------------------------------- | --------------------- | --------------------- | --------------- | ------------ | --------------------------- |
| Love Don't Live Here                                          | 2007                  | -                     |                 |              |                             |
| Lookin' for a Good Time                                       | 2008                  | -                     |                 |              |                             |
| Need You Now                                                  | 2009                  | 15-05-2010            | 7               | 17           | Nr. 7 in de Single Top 100  |
| I Run to You                                                  | 2009                  | 11-09-2010            | tip 9           | -            |                             |
| American Honey                                                | 2010                  | -                     |                 |              |                             |
| Our Kind of Love                                              | 2010                  | -                     |                 |              |                             |
| Hello World                                                   | 2010                  | -                     |                 |              |                             |
| Just a Kiss                                                   | 08-08-2011            | 22-10-2011            | tip 9           | -            | Nr. 91 in de Single Top 100 |
| We Owned the Night                                            | 2011                  | -                     |                 |              |                             |
| Dancin' Away with My Heart                                    | 2011                  | -                     |                 |              |                             |
| Wanted You More                                               | 2012                  | -                     |                 |              |                             |
| Downtown                                                      | 2013                  | -                     |                 |              |                             |
| Goodbye Town                                                  | 2013                  | -                     |                 |              |                             |
| Compass                                                       | 2013                  | -                     |                 |              |                             |
| Bartender                                                     | 2014                  | -                     |                 |              |                             |
| Freestyle                                                     | 2014                  | -                     |                 |              |                             |
| Long Stretch of Love                                          | 2015                  | -                     |                 |              |                             |
| You Look Good                                                 | 2017                  | -                     |                 |              |                             |
| Heart Break                                                   | 2017                  | -                     |                 |              |                             |
| What If I Never Get Over You                                  | 17-05-2019            | 10-08-2019            | tip 4           | -            |                             |

| Single met hitnotering(en) in de Vlaamse Ultratop 50 | Datum van verschijnen | Datum van binnenkomst | Hoogste positie | Aantal weken | Opmerkingen |
| ---------------------------------------------------- | --------------------- | --------------------- | --------------- | ------------ | ----------- |
| Need You Now                                         | 2009                  | 23-10-2010            | 13              | 8            |             |
| You Look Good                                        | 2017                  | 20-05-2017            | tip             | -            |             |

### NPO Radio 2 Top 2000
| Nummer met noteringen in de NPO Radio 2 Top 2000 | '10 | '11 | '12 | '13 | '14  | '15  | '16  | '17  | '18  | '19  | '20  | '21  | '22  |
| ------------------------------------------------ | --- | --- | --- | --- | ---- | ---- | ---- | ---- | ---- | ---- | ---- | ---- | ---- |
| Need You Now                                     | 210 | 661 | 727 | 955 | 1020 | 1105 | 1372 | 1436 | 1734 | 1576 | 1687 | 1924 | 1947 |

1. ↑  Een vetgedrukt getal geeft de hoogste notering aan.
2. ↑  2010 was het eerste jaar met een notering voor dit nummer.
3. ↑  Deze tabel is bijgewerkt tot en met de laatste editie (2024).

### Dvd's
| Dvd's met hitnoteringen in de DVD Top 30 | Datum van verschijnen' | Datum van binnenkomst | Hoogste positie | Aantal weken | Opmerkingen |
| ---------------------------------------- | ---------------------- | --------------------- | --------------- | ------------ | ----------- |
| Own the night - World tour               | 2013                   | 19-01-2013            | 20              | 1            |             |

## Grammy's 2011 en 2012
Bij de uitreiking van de 53e Grammy Awards in 2011 was Lady Antebellum de grote winnaar. Ze wonnen in totaal vijf Grammy's voor: Beste Country Album, Record van het jaar, Beste song, Beste Country Performance en Beste country-song. Ook waren ze genomineerd voor Beste Album, maar die werd toegekend aan Arcade Fire. Bij de 54e Grammy Awards in 2012 won de groep een Grammy voor Beste Country Album.